# Camino Miñoto Ribeiro
El Camino Miñoto Ribeiro es una de las rutas más antiguas del Camino de Santiago que enlaza el norte de Portugal con la capital gallega. Consta de tres entradas diferentes desde la ciudad portuguesa de Braga y atraviesa los municipios españoles de Lovios, Entrimo, Padrenda, Puentedeva, Cortegada, La pela, Arnoya, Castrelo de Miño, Ribadavia, Leiro, Carballino, Boborás, Beariz, Forcarey, La Estrada, Vedra y Boqueijón. Su nombre hace referencia a la comarca vitivinícola del Ribeiro y al uso que antiguamente hacían los viajeros del río Miño como punto de referencia.
Esta ruta se empezó a potenciar en 2014 a través de la Asociación Camiño Miñoto Ribeiro, formada por los municipios por donde transcurre y cuyo fin es recuperar, divulgar y lograr la oficialidad como vía de peregrinación. En 2020 la Iglesia la declara como Ruta Jacobea. Fruto de estos logros parten en gran medida del trabajo de recuperación e investigación del historiador Cástor Pérez Casal y el investigador José Ramón Estévez.
Esta ruta también recibe el nombre de Camino de la Geira y los Arrieiros denominación que hace referencia a los orígenes romanos cuando el camino era utilizado por arrieros que trasportaban vino. Este nombre ha llevado a confusión y a disputas entre dos asociaciones que discuten sobre la autenticidad de una parte del trazado. Curiosamente ambas rutas cuentan con la aprobación de las autoridades eclesiásticas y esperan la homologación oficial de la Junta de Galicia.

## Historia
En 1998 el historiador Cástor Pérez Casal inicia las primeras investigaciones del camino y once años después preside la primera asociación centrada en la investigación, recuperación y documentación histórica. Entre 2009 y 2014 reúnen la documentación acerca del trazado y se inician contactos con la administración para su involucración. En 2010 se promociona el camino, se publica el libro Camiño Xacobeo Miñoto Ribeiro editado por la Diputación Provincial de Orense y se presenta un trabajo de investigación. Dos años después se publican dos libros nuevos y se continúan las tareas de difusión y promoción en jornadas y exposiciones. En 2014 nace la asociación de ayuntamientos y tres años después se instalan las primeras señales oficiales del camino. En 2019 se presenta el trabajo delimitación del camino llevada a cabo por el arqueólogo J. Lamas y se publican en la prensa varios trabajos de Cástor Pérez Casal y José Ramón Estévez.
En 2020 se crea una guía del camino, se inician contactos con representantes públicos del norte de Portugal, se da por terminada la investigación iniciada por Castor Pérez y finalmente la Iglesia reconoce el camino concediendo la Compostela.
En diciembre de 2021 la Oficina de Turismo de Ribadavia acreditó la llegada de 119 peregrinos por la ruta. Se continúan las labores de señalización en municipios como el de Ribadavia.

### Polémica por el trazado

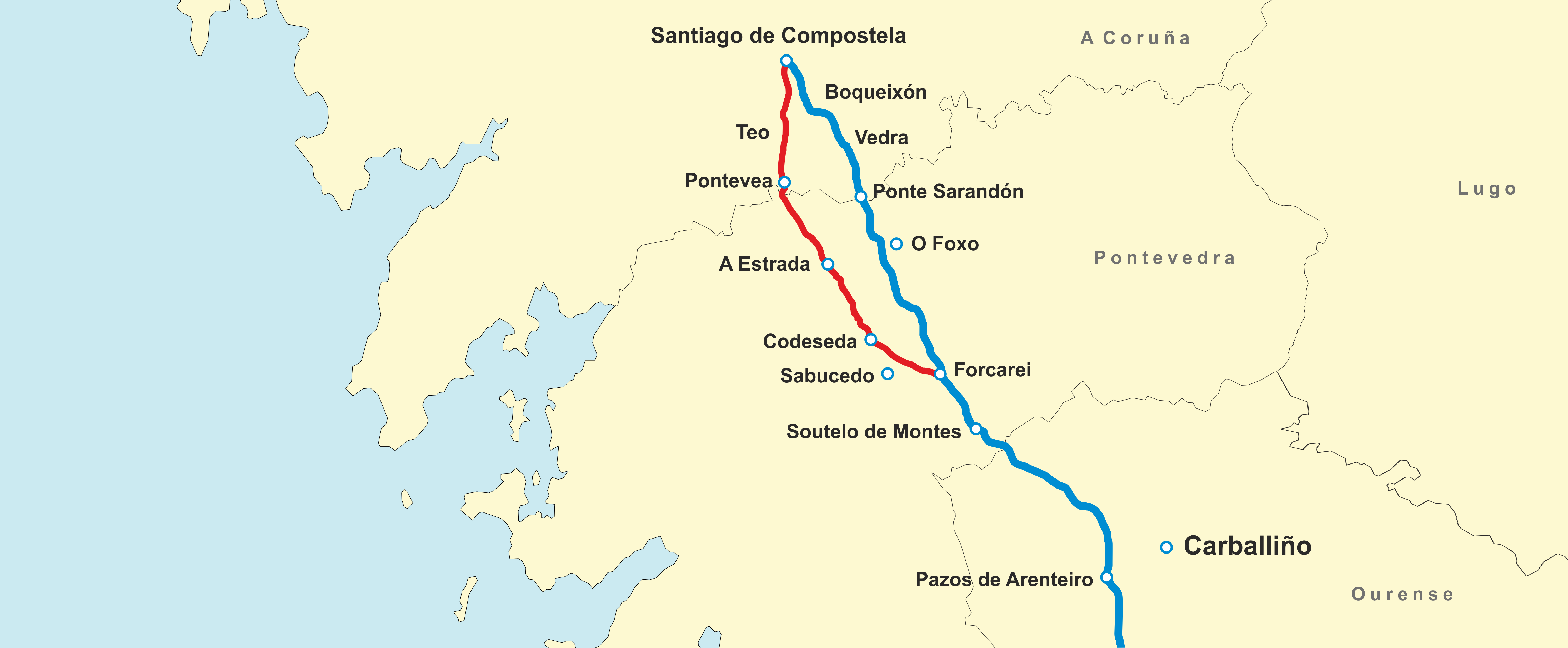
En rojo, trazado alternativo del Camino da Geira que propone la asociación Codeseda Viva. En azul Camino Miñoto Ribeiro.

Las asociaciones Codeseda Viva y Amigos Camiño Miñoto Ribeiro mantienen una disputa por el trazado original de la ruta concretamente en su paso por los municipios de La Estrada y Forcarey. La primera afirma que transcurre por las parroquias de Santiago de Pardesoa, Soutelo de Montes, Cachafeiro, Ponte Gomaíl y A Mámoa, en el municipio de Forcarey y las parroquias de Sabucedo, A Grela, Codeseda, Tabeirós, Guimarei en La Estrada, atraviesa el casco urbano y continúa por Figueiroa, Toedo, Santa Cristina de Vea, Cora y Couso. Por último atraviesa el municipio de Teo cruzando el río Ulla por Pontevea sumando un total de 240 km. La segunda concluye que el camino pasa por el centro urbano de Forcarey y atraviesa La Estrada por la zona de Pardemarín, Lamas, Rubín, O Foxo, Ancorados y Ribeira para finalmente cruzar el Ulla por el puente de Sarandón en Vedra y enlazar con la Vía de la Plata. Codeseda Viva, que utiliza la denominación Camino da Geira, acusa además a la otra asociación de «contabilizar como propios a los caminantes del Camiño da Geira». Por su parte Amigos Camiño Miñoto Ribeiro acusa a la primera de «desviar el trazado por interés» y afirma que «el itinerario histórico dista mucho de pasar por ahí». En algunos puntos del trazado llegaron incluso a producirse boicots arrancando señales indicadoras del camino. El por entonces alcalde de La Estrada José López, intentó lidiar entre ambas asociaciones y abogar en favor de ambas rutas ya que «la polémica flaco favor le hace al camino».

## Trazado de la ruta

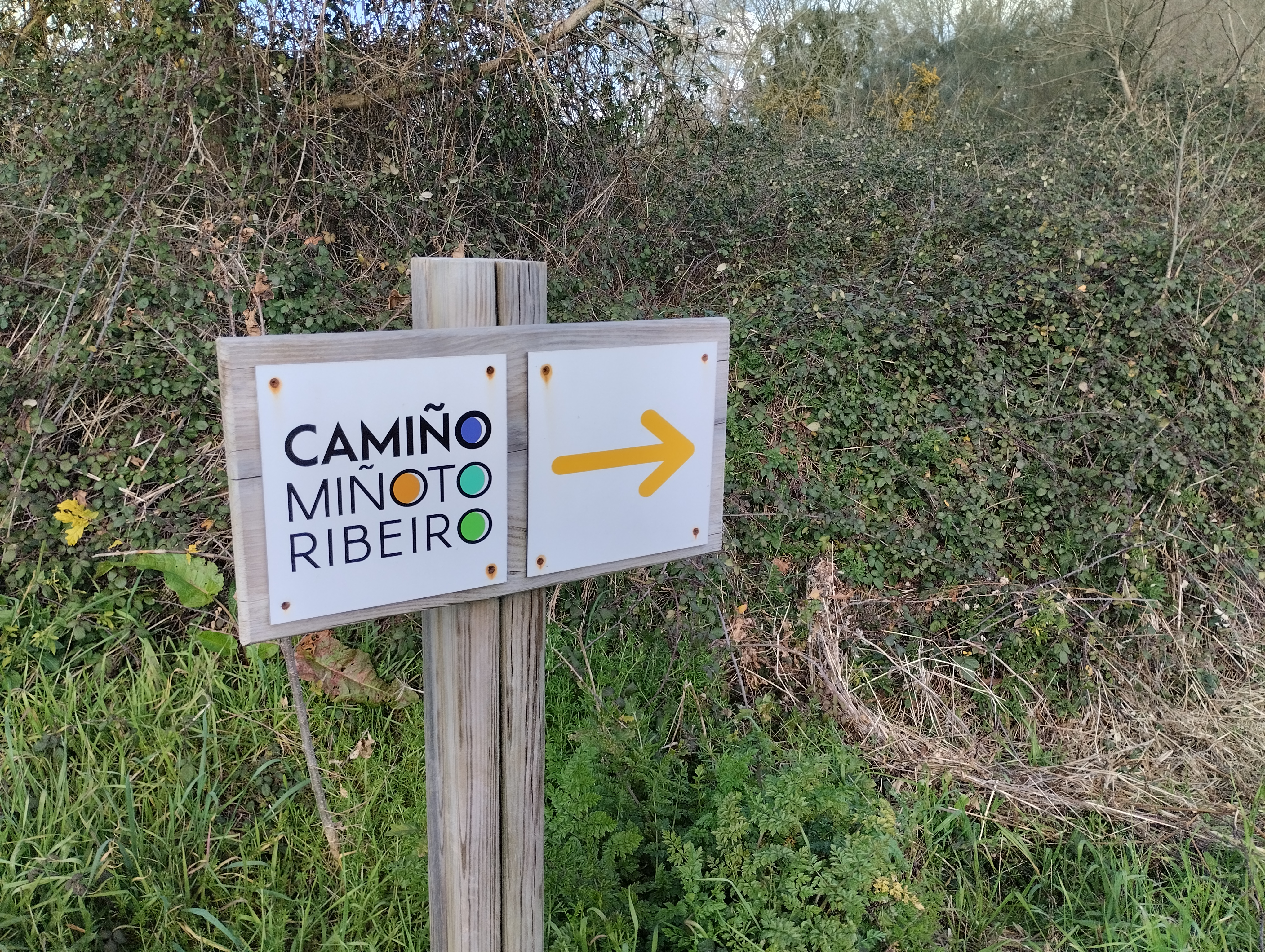
Cartel señalizador del camino Miñoto Ribeiro a su altura por el ayuntamiento de Vedra.

Según el sitio web oficial de la Asociación Camiño Miñoto Ribeiro existen tres posibles vías de entrada desde Portugal. La primera y principal desde Braga, continuando por Vila Verde, Ponte da Barca, Arcos de Valdevez, Monçao y Melgazo y entrando en Galicia por Padrenda; la segunda continuando también por Ponte da Barca para luego desviarse por Ermelo, Lindoso y entrando por la comarca de la Baja Limia en el municipio de Lovios, Entrimo, Castro Leboreiro donde luego se une a la vía anterior. La tercera y última saliendo de Braga dirección Terras de Bouro y de nuevo entrando en Galicia por Lovios, Entrimo y Castro Leboreiro.

### Ruta Camino Miñoto Ribeiro
Ruta desde Lovios por etapas:
- Etapa 1: Portela del Hombre – Lovios (12,80 km)
- Etapa 2: Lovios – Castro Leboreiro (14,90 km)
- Etapa 3: Castro Leboreiro – Cortegada (26,30 km)
- Etapa 4: Cortegada – Ribadavia (13,10 km)
- Etapa 5: Ribadavia – Pazos de Arenteiro (19,70 km)
- Etapa 6: Pazos de Arenteiro – Soutelo de Montes (29,60 km)
- Etapa 7: Soutelo de Montes – O Foxo (27,5 km)
- Etapa 8: O Foxo – A Gándara (20,70 km)
- Etapa 9: A Gándara – Santiago de Compostela (9,10 km)

### Ruta Camino de la Geira y los Arrieiros
Ruta del camino de la Geira y los Arrieiros según Codeseda Viva.
| Población                        | Provincia/freguesía | A Santiago (km) |
| -------------------------------- | ------------------- | --------------- |
| Braga                            | Braga               | 239             |
| Mosteiro de Rendufe              | Amares              | 228             |
| Santiago de Caldelas             | Amares              | 223             |
| Paranhos                         | Amares              | 219             |
| Santa Cruz                       | Terras de Bouro     | 216             |
| Terras de Bouro                  | Terras de Bouro     | 210             |
| Covide                           | Terras de Bouro     | 195             |
| São João Do Campo/Campo do Gerês | Terras de Bouro     | 197             |
| Os Baños                         | Orense              | 178             |
| Lovios                           | Orense              | 172             |
| A Feira Vella                    | Orense              | 170             |
| Entrimo                          | Orense              | 167             |
| Castro Laboreiro                 | Melgazo             | 152             |
| San Amaro                        | Orense              | 136             |
| Capilla de Portela               | Orense              | 134             |
| Cortegada                        | Orense              | 124             |
| Ribadavia                        | Orense              | 109             |
| Beade                            | Orense              | 105             |
| Berán                            | Orense              | 101             |
| Pazos de Arenteiro               | Orense              | 92              |
| Feás                             | Orense              | 83              |
| Magros                           | Orense              | 74              |
| Beariz                           | Orense              | 72              |
| Soutelo de Montes                | Pontevedra          | 61              |
| Cachafeiro                       | Pontevedra          | 54              |
| Ponte Gomaíl                     | Pontevedra          | 52              |
| Cruz da Grela                    | Pontevedra          | 42              |
| Codeseda                         | Pontevedra          | 41              |
| Santiago de Tabeirós             | Pontevedra          | 35              |
| La Estrada                       | Pontevedra          | 29              |
| Pontevea                         | La Coruña           | 17              |
| Rarís                            | La Coruña           | 14              |

## Patrimonio de la ruta

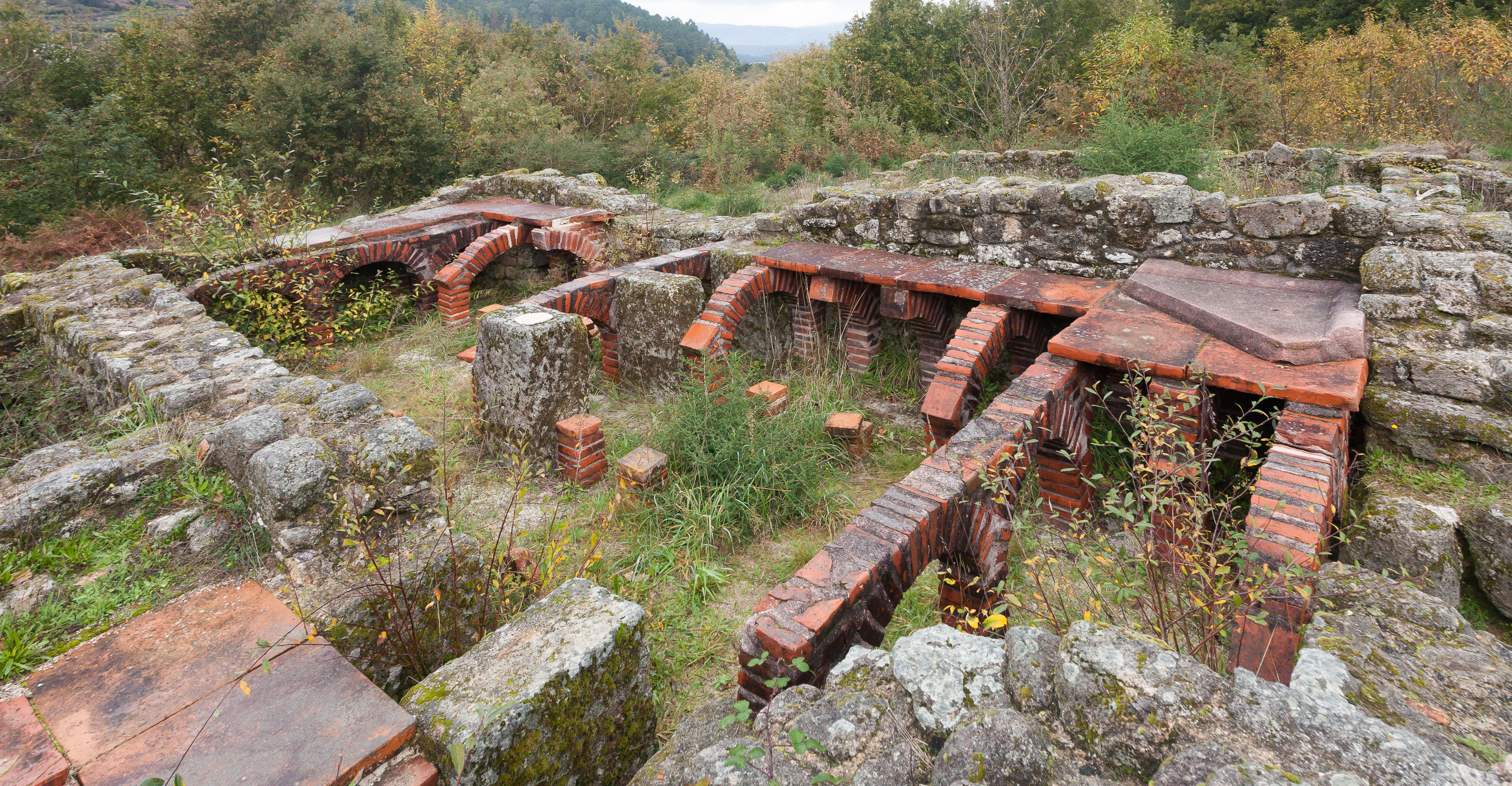
La mansio Aquis Originis en el municipio de Lovios es uno de los restos romanos que se encuentran en el camino Miñoto Ribeiro.

El camino cuenta con diversos elementos de interés artístico y cultural algunos de ellos relacionados con el termalismo, la viticultura y el imperio romano. En tierras portuguesas se encuentra el Monasterio de Rendufe en el concelho  de Amares y se adentra en Galicia por el parque natural del Jurés. En el municipio de Lovios se encuentra Aquis Originis, mansio perteneciente a la antigua vía XVIII o Vía Nova y que al igual que los miliarios visibles a lo largo del camino son dos de los elementos de origen romano. En el siguiente ayuntamiento, Entrimo, se encuentran la iglesia de Santa María la Real y la capilla de Santiago de Bouzadrago y luego de pisar tierras lusas se puede visitar la ermita de San Amaro, en el municipio de Padrenda. A continuación el peregrino se adentra en tierras del Ribeiro, famosa por sus vinos, donde destacan el Castillo de Ribadavia y la iglesia de Santa María en Beade. En Boborás se puede visitar la aldea de Pazos de Arenteiro y luego se abandona la provincia de Orense en el municipio de Beariz, adentrándose en la provincia de Pontevedra por la comarca de Tabeirós - Tierra de Montes. Allí se encuentran el puente de Gomaíl que salva del río Lérez y data del siglo XV, un dintel del antiguo monasterio San Jorge de Aguasantas con dos conchas de origen jacobeo en la localidad de Codeseda, cinco cruceros con la imagen de los santos peregrinos Santiago y San Roque entre las parroquias de Tabeirós y Toedo y finalmente el puente de origen medieval de Pontevea que salva el río Ulla. Ya en la provincia de La Coruña se encuentran los capiteles de la antigua ermita de San Sadurniño también con conchas de significado jacobeo.